# Wanda Śliwina
Wanda Śliwina, z domu Pawłowska, ps. Helena Korwinówna, Jagienka, Jagienka spod Lublina, Jagna, Wanda Jagienka Śliwina (ur. 9 lutego 1888 w Celestynowie, zm. 16 sierpnia 1962 w Wambierzycach) – polska pisarka, publicystka, redaktorka i regionalistka.

## Życiorys
Niektóre starsze biogramy podają błędnie, że urodziła się 9 lutego 1891 na stacji kolejowej Bystrzyca koło Lublina, jednak wedle nowszych ustaleń przyszła na świat w Celestynowie, niedaleko Otwocka, 9 lutego 1888. Jej rodzicami byli Wilhelm Pawłowski, urzędnik kolejowy, i Wanda Helena z domu Moroz, natomiast dziadkiem Jan Korwin-Pawłowski, właściciel majątku Czechówka pod Lublinem (dziś część miasta Lublina).
W latach 1906–1907 studiowała w Konserwatorium Muzycznym w Warszawie. W 1908 wyszła za mąż za Władysława Śliwę, późniejszego burmistrza Lubartowa. W czasie I wojny światowej przebywała w Rosji i na Ukrainie. Działała w środowisku kolonii polskiej w Czernihowie, udzielała się także w Polskim Towarzystwie Pomocy Ofiarom Wojny. Przez półtora roku pracowała w Ochronce dla Dzieci Ofiar Wojny, prowadzonej przez to towarzystwo.
W 1918 wróciła do Polski i zamieszkała w Lubartowie. Działała w wielu organizacjach i stowarzyszeniach. Została członkiem zarządu Polskiego Towarzystwa Miłośników Sztuki w Lubartowie (kierowała działającą w jego ramach sekcją teatralną, prowadziła też bibliotekę i czytelnię) oraz członkiem lubartowskiego Towarzystwa Gimnastycznego „Sokół”. Prowadziła chór „Lutnia” w Lubartowie, a jej skecze i dialogi wystawiano w tamtejszym teatrze amatorskim (od 1919). W 1923 zorganizowała pierwsze w województwie lubelskim Koło Ligi Obrony Powietrznej Państwa. Została „matką chrzestną” hydroplanu Lubliniak, ufundowanego przez „Głos Lubelski”. Do 1925 kierowała Centralnym Związkiem Młodzieży Wiejskiej powiatu lubartowskiego. W latach 1926–1927 współpracowała ze Związkiem Obrony Kresów Zachodnich.
Około 1935 przeprowadziła się do Lublina, gdzie mieszkała również podczas okupacji. Działała wówczas w konspiracji AK. Od 1944 pracowała w Wydziale Oświaty i Kultury Urzędu Miasta Lublin. Pięć lat później przeniosła się do Wrocławia. Zmarła 16 sierpnia 1962 w Wambierzycach. Została pochowana na cmentarzu parafialnym w Lubartowie.
Miała dwóch synów: Jerzego (1909−1993) i Romana (1915−1939).
11 listopada 2012 wpisana została do pamiątkowej księgi ludzi zasłużonych dla Lubartowa Pamięć i Zobowiązanie.

## Twórczość
Utwory podpisywała często pseudonimami Jagienka lub Jagienka spod Lublina, nawiązującymi do bohaterki powieści Krzyżacy Henryka Sienkiewicza. Publikowała artykuły, opowiadania, powieści, legendy, wiersze, felietony humorystyczne, utwory dramatyczne i opracowania literackie. Debiutowała w 1916, w polskim czasopiśmie humorystycznym „Mucha” (wydawanym wówczas w Moskwie), w którym ukazał się jej wiersz Przeminął maj (ogłoszony anonimowo).
Przez lata związana z Lubartowem, zbierała i publikowała materiały dotyczące regionu i jego historii. W 1918 wydała zbiór tańców i pieśni ludowych Chata za wsią. Przygotowywała okolicznościowe jednodniówki m.in. z okazji rocznicy bitwy pod Grunwaldem (1919). W 1923 została redaktorem jednodniówki lubartowskiego Koła Ligi Obrony Powietrznej Państwa. Od 1925 wydawała pierwsze lokalne czasopismo „Echo Ziemi Lubartowskiej”. W 1926 przygotowała publikację pt. Lubartów. Szkic monograficzny, a w 1928 wspólnie z Ferdynandem Traczem opublikowała pracę pt. Ziemia Lubartowska, szkic monograficzny, ilustrowany. Jak zauważył Alojzy Leszek Gzella, Śliwina w swoich utworach satyrycznych wyśmiewała przywary władz powiatu i notabli wojewódzkich, przez co zyskała przydomek „lubartowskiej jędzy”. Z uwagi na zamiłowania regionalne i skłonność do moralizowania porównywana bywa do innej pisarki związanej z Lubelszczyzną, Zofii Ścisłowskiej.
Drukowała w czasopismach, m.in. w piśmie satyrycznym „Diabeł” (1920), tygodniku satyryczno-humorystycznym „Śmiech”, tygodniku młodzieży wiejskiej „Siew”, tygodniku „Zjednoczenie”, jak również w „Twórczości Młodej Polski” (1923-1924), „Świecie i Prawdzie” (1925-1926), „Mównicy Publicznej” (1926), „Słowie Zamojskim” (1929-1930), „Trubadurze Warszawskim” (1927-1930) i „Młodym Polaku” (1928-1930). Przez parę lat pisywała artykuły do dziennika „Głos Lubelski”, a także do czasopism lubelskich „Przegląd Kobiecy”, „Straż nad Bugiem” i „Życie Lubelskie” (Pamiętniki Anusi, 1922). Była autorką ponad dwudziestu utworów scenicznych, m.in. sztuki Macierzyństwo panny Jadzi, którą wystawiono w teatrach kilkukrotnie (Lublin, Warszawa – 1945, Koszalin – 1947, Poznań – 1949).
Swoje wspomnienia opublikowała częściowo już w 1923, w zbiorze O własnych siłach, w którym znalazły się opowiadania osnute na motywach autobiograficznych. Inne (Rzut okiem wstecz) zamieściła w wydanej z okazji 15-lecia jej pracy społecznej i literackiej publikacji W zwierciadlanym owalu (Lublin 1931). Rękopisy jej wspomnień z okresu pierwszej i drugiej wojny światowej (Tułaczka po Rosji, W ramionach wroga) przechowywane są w Muzeum Regionalnym w Lubartowie.

## Wybrane utwory
- Chata za wsią, Lubartów 1918 (zbiór tańców i pieśni ludowych).
- O własnych siłach, Lubartów 1923 (zbiór opowiadań).
- Jagódka i Malinka, Lubartów 1923 (powieść dla dzieci).
- Żywot pana, Lubartów 1925 (opowiastka satyryczna; polemiczna odpowiedź na Żywot pani poczciwej Kornela Makuszyńskiego).
- Bażanty, Lubartów 1925 (opowiastka satyryczna; nawiązanie do Orlic Kornela Makuszyńskiego)[2].
- W mym białym pokoiku, Lublin 1926 (tomik wierszy).
- Lubartów. Szkic monograficzny Lublin 1926 (wyd. 2, Lublin-Lubartów 1995).
- Szatan w świątyni, Wydawnictwo „Rój”, Warszawa 1927 (powieść romansowa).
- Demon świata, Wydawnictwo „Rój”, Warszawa 1927 (powieść romansowa).
- Ziemia Lubartowska. Szkic monograficzny, ilustrowany, Lubartów 1928 (wspólnie z Ferdynandem Traczem)[6].
- Lud lubartowski, szkic etnograficzny, Lwów 1930 (wspólnie z Ferdynandem Traczem).
- W haremie białego władcy, Lublin 1930 (powieść romansowa).
- Pokonana huryska (2 tomy) Lublin 1931 (powieść romansowa).
- Ave Maria. Nowenna, Wilno 1935 (druk dewocyjny).
- Remus, Romulus i ja, Warszawa 1936 (powieść dla młodzieży).
- Lubelszczyzna w poezji, Lublin 1936 (tomik wierszy).
- Promień Litwy, Sandomierz 1937 (powieść o Emilii Plater)[4].
- Dzieje teatru w Lublinie, Wydawnictwo „Czytelnik”, Lublin 1948.
- Legendy i opowiadania lubelskie, Lublin 1948 (wyd. 2, Lublin 2000)[2].